# واقعية قذرة
الواقعية القذرة (بالإنجليزية: Dirty Realism)‏ هو مصطلح صاغه بيل بافورد من مجلة جرانتا لتعريف حركة أدبية في أمريكا الشمالية. ويقال أن الكُتّاب في هذه الفئة الفرعية من الواقعية يصورون الجوانب الأكثر دكانة أو أكثر دنيوية للحياة العادية بلغة غير مزخرفة.
تعتبر الواقعية القذرة في بعض الأحيان مجموعة متنوعة من البساطة الأدبية، وتتميز باقتصاد الكلمات وتركيز على الوصف السطحي. يميل الكتاب الذين يعملون في هذا النوع إلى تجنب الظروف، والاستعارة الموسعة والمونولوج الداخلي، بدلاً من ذلك يسمحون للأشياء والسياق بإملاء المعنى. يتم عرض الشخصيات في مهن عادية غير ملحوظة، وغالباً ما يكون هناك نقص في الموارد والمال الذي يخلق اليأس الداخلي.

## تعريف
اُستُخدِم مصطلح "الواقعية القذرة" كعنوان لطبعة صيف 1984 من جرانتا، حيث شرحها بوفورد في المقدمة:
الواقعية القذرة هي خيال جيل جديد من المؤلفين الأمريكيين، يكتبون عن الجوانب الجريئة للحياة الحديثة - زوج مهجور، وأم غير مرغوب فيها، ولص سيارة، ونشل، ومدمن مخدرات - لكنهم يفعلون ذلك بروح نزيهة. لهجة يمكن أن تكون في بعض الأحيان روح الدعابة القاتمة، هذه القصص أقل من قيمتها الحقيقية، ومثيرة للسخرية، وقاسية في بعض الأحيان، ولكنها دائمًا رحيمة، وهي تمثل صوتًا جديدًا في الخيال.

## الأسلوب
تتميز الواقعية القذرة، والتي يُنظر إليها أحيانًا على أنها نوع من التبسيط الأدبي، باستخدامها المختصر للغة والتركيز على الوصف السطحي. عادة ما يتجنب الكتّاب في هذا النوع الظروف، والاستعارات الموسعة، والمونولوجات الداخلية، بدلا من السماح للأشياء والسياق بنقل المعنى. غالبًا ما يكون لدى الشخصيات وظائف عادية وغير ملحوظة وتواجه نقصًا في الموارد والمال، مما يخلق شعورًا داخليًا باليأس.
يُنظر إلى فيلم راعي البقر منتصف الليل (1969) مثالاً للواقعية القذرة، حيث يُظهر شخصيات تكافح وتعيش على أطراف المجتمع. يشير مايكل كابلان إلى "الواقعية القذرة" في مقالته لعام 2021، "طُرِدَ داستن هوفمان من مطعم ساردي بينما كان يتصرف مثل شخصيته الواقعية في الفيلم".

## مؤلفين بارزين
بعد تصنيف بوفورد، توسع التعريف ليشمل عدة كتّاب بحسب مايكل هيمينغسون، منهم «الأب الروحي» للحركة تشارلز بوكوفسكي (1920-1994)، وكذلك أولئك الذين ظهروا في غرانتا 8، بما في ذلك ريموند كارفر (1938–1988)، توبياس وولف (مواليد 1945)، ريتشارد فورد (مواليد 1944)، لاري براون (1951-2004)، فريدريك بارثيلمي (مواليد 1943)، كورماك مكارثي (مواليد 1933)، بيدرو حزقيال غوتيريز (مواليد 1950)، فرناندو فيلاسكيز مدينا (مواليد 1951)، كارسون ماكولرز (1917-1967)، وجين آن فيليبس (مواليد 1952). نادراً ما قبل هؤلاء المؤلفون هذا المصطلح أو طبقوه ذاتياً، على الرغم من الارتباطات الوثيقة به.